# El Pedernoso
El Pedernoso è un comune spagnolo di 1 189 abitanti situato nella comunità autonoma di Castiglia-La Mancia.